# Mompha sexstrigella
Mompha sexstrigella é uma espécie de mariposa do gênero Mompha pertencente à família Coleophoridae.